# Dinotoperla dolichoprocta
Dinotoperla dolichoprocta är en bäcksländeart som beskrevs av Günther Theischinger 1982. Dinotoperla dolichoprocta ingår i släktet Dinotoperla och familjen Gripopterygidae. Inga underarter finns listade i Catalogue of Life.